# Victricius

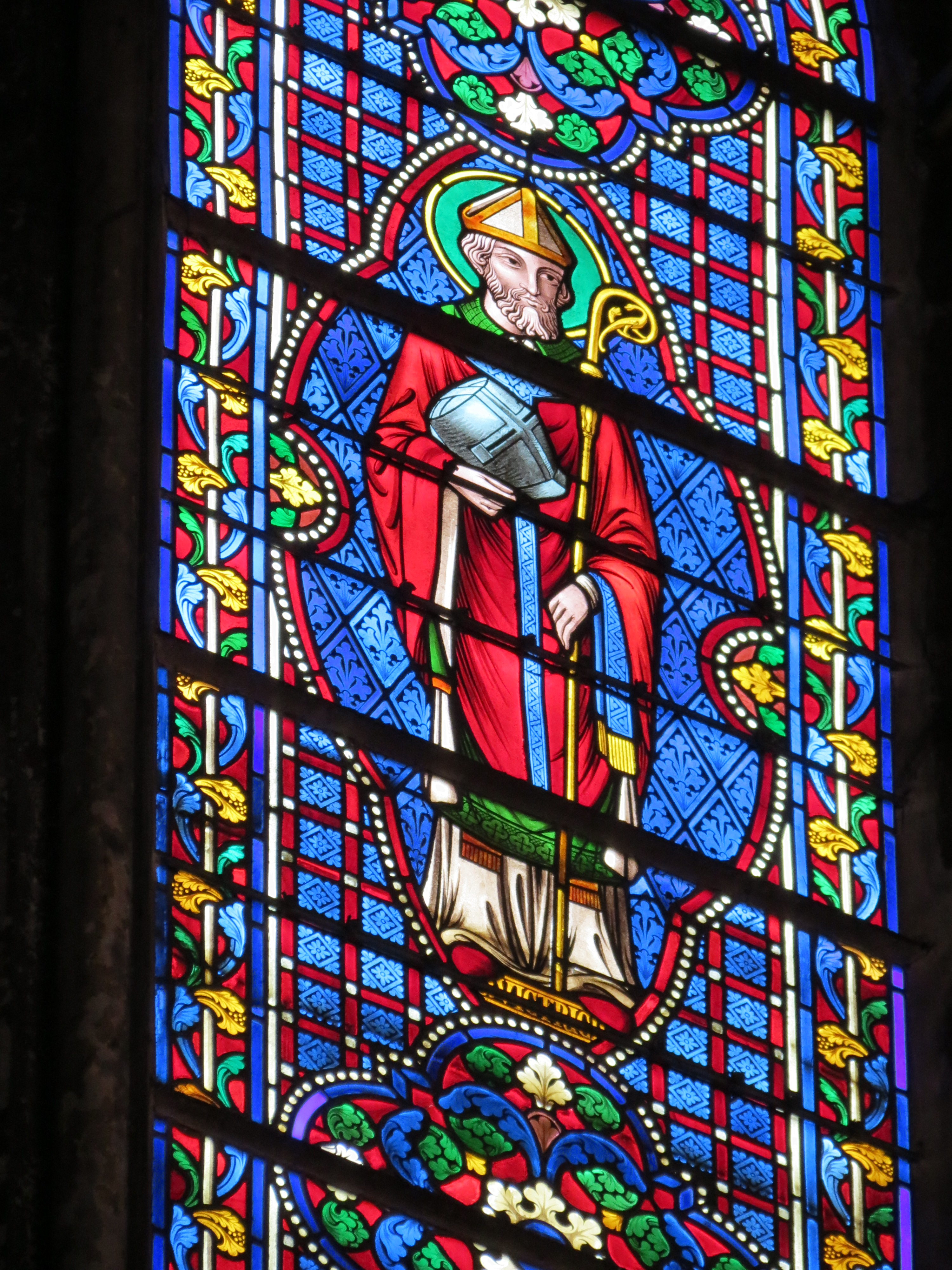
Sankt Victricius på ett målat glas i Rouens omgivning.

Sankt Victricius (franska: Victrice, italienska: Vittricio) även känd som Victricius av Rouen, född cirka 330, död cirka 407 e.Kr., var en romersk missionär, författare och var biskop av Rouen 393-407. 
Victricius var son till en romersk legionär och tjänstgjorde själv i armén. Han vägrade dock att stanna inom det militära när han blev kristen. För detta blev han piskad och dömd till döden, men undvek avrättning. Han började sedan värva proselyter i Flanders, Hainaut och Brabant. Han blev biskop cirka 386 eller 393. Han blev inbjuden till Storbritannien 396 för att lösa tvister mellan olika biskopar. Han blev dock anklagad för kätteri, men försvarades av påveen Innocentius I, av vilken Victricius mottog det viktiga dekretalet Liber Regularum. 
396 sändes reliker från Vitalis och Agricola till Victricius och ungefär samtidigt till Paulinus av Nola. 
Victricius skrev De Laude Sanctorum.